# アオイエリカ
アオイ エリカ（AOI ERICA、2017年8月4日 - ）は、日本テレビのアンドロイドアナウンサー。

## 来歴・人物
- 2017年
  - 8月4日 - 最新のAI技術を搭載したアンドロイドアナウンサーとして生まれる。
    - 身長は166cm、体重は48kg（制御PCとコンプレッサーの重さは含まれていない）。
- 2018年
  - 4月1日 - 日本テレビ入社。同期入社は岩田絵里奈、市來玲奈、弘竜太郎、篠原光。
  - 4月2日 - 日本テレビグループ各社の合同入社式に出席[1]。

2020年東京オリンピックの開催を見越して様々な活動が期待されていたが、コロナ禍で開催が延期され、活躍の場が失われていくうちに音声のライセンスが失効してしまう。アンドロイド本体を管理している日テレR&Dラボによれば、外部から企画のオファーが来ればライセンスの一定期間使用の申請ができるとしているが、2023年現在は目立った活動が見られず、公式サイトやアナウンサープロフィールも削除されている。

## 出演

### テレビ
- 深層NEWS（2017年9月26日、BS日テレ）
- PON!（2018年4月4日）
- チルチレ（2018年4月4日、BS日テレ） - SENSORSのナレーション
- 行列のできる法律相談所（2018年5月13日） - MCアシスタント
- ズームイン!!サタデー（2018年5月26日）
- ナカイの窓（2018年6月27日）
- のとく番〜アイは世界を繋ぐ〜（2018年12月1日、BS日テレ） - 進行アシスタント
- バゲット（2019年4月29日、4月30日、5月2日）

### その他
- 2017年国際放送機器発展（Inter BEE 2017、2017年11月15日 - 17日） - 出展
- クリエイティブテクノロジーラボ（2018年3月6日 - 7日） - セッション司会
- SENSORS「ロボットと表現について」（2018年5月28日公開、YouTube） - 番組アシスタント